# Corel Ventura
Il Corel Ventura è un software di desktop publishing commercializzato da Corel per il sistema operativo Microsoft Windows. L'ultima versione disponibile è stata distribuita nel settembre del 2009. In precedenza questo software era noto come Ventura Publisher e girava su una copia dell'interfaccia grafica GEM.

## Ventura Publisher
Il Ventura Publisher fu il primo programma di desktop publishing che ottenne una certa popolarità sui computer PC IBM compatibili: esso girava su una copia dell'interfaccia grafica GEM (sviluppata da Digital Research, Inc., o DRI) contenuta al suo interno, adattata per poter essere eseguita sul DOS. Il software fu sviluppato inizialmente da Ventura Software, una piccola società fondata da John Meyer, Don Heiskel e Lee Jay Lorenzen, tutti ex-dipendenti di DRI. La prima versione fu pubblicata nel 1986.
Il Ventura Publisher fu distribuito esclusivamente da Xerox dal 1986 fino al 1990, quando Ventura Software vendette il codice sorgente del software a Xerox stessa e si sciolse. Xerox fondò una propria sussidiaria denominata Ventura Software Inc., dove entrarono a lavorare i 3 membri fondatori della vecchia società. L'ultimo prodotto che svilupparono prima di lasciare definitivamente il gruppo fu il Ventura Publisher 3.0 Gold, distribuito nel novembre del 1990 non solo per il DOS/GEM ma anche per il Macintosh, l'OS/2 e Win16.
La versione 4.0 fu distribuita nel 1991
L'ultima versione pubblicata da Ventura Software Inc. fu la 4.1.1, del 1993.
Il Ventura Publisher, nonostante potesse di suo modificare il testo e disegnare linee, era stato progettato per interfacciarsi con una gran varietà di word processor e programmi di grafica invece che sostituirsi ad essi: alla fine, il testo, invece che essere incorporato nei file del documento, era memorizzato, caricato e risalvato nel formato nativo di diversi word processor quali  WordPerfect, WordStar e le prime versioni di Microsoft Word. Questo permetteva agli utenti di continuare ad usare i loro word processor preferiti per le grosse modifiche al testo, per il controllo ortografico ed altre funzioni.
I paragrafi, invece che essere del testo semplice, erano contrassegnati da nomi descrittivi interamente definiti dall'utente, ed i caratteri e gli attributi che non avevano un equivalente nativo in un certo word processor erano rappresentati come sequenze standardizzate di caratteri. Quando si operava sui file al di fuori di Ventura Publisher, i contrassegni dei paragrafi, i caratteri speciali ed i codici degli attributi potevano essere liberamente modificati, come un qualsiasi altro testo. Questi contrassegni erano molto simili agli elementi HTML.
Siccome era il primo importante programma di scrittura ad incorporare il concetto di una struttura nascosta "sotto alla pagina" ed uno dei primi ad incorporare un forte concetto di "foglio di stile", il Ventura Publisher produceva documenti con un alto livello di coerenza interna, a meno di manipolazioni specifiche dell'utente. I suoi concetti di testo a flusso libero, di contrassegno dei paragrafi, ed i codici per gli attributi ed i caratteri speciali anticiparono concetti simili integrati nell'HTML e nell'XML. Inoltre, il suo concetto di "pubblicazione", che legava insieme i file dei "capitoli", permetteva di manipolare documenti con centinaia (o anche migliaia) di pagine di lunghezza in maniera molto semplice.
I punti di forza del Ventura Publisher, nella versione originale per DOS/GEM, erano la possibilità di girare, con un tempo di risposta ragionevole, su una gran varietà di hardware (inclusi i sistemi 8086 e 80286), la capacità di produrre, di default, documenti con un alto livello di consistenza interna, e la sua capacità di esportare in automatico i documenti in formati nativi di molti word processor. Aveva anche la possibilità di stampare su diversi dispositivi, comprese le stampanti laser compatibili PostScript, PCL e InterPress così come quelle a matrice di punti.

## Corel Ventura
Nel 1993 Corel acquistò l'applicazione, che mise in commercio come Corel Ventura 4.2 senza modifiche di rilievo rispetto al software originale, offrendolo però solo per le piattaforme Windows ed abbandonando il supporto a tutte le altre.
La prima vera versione realizzata da Corel fu la 5.0, distribuita nel 1994, che vide profondi cambiamenti sia all'interfaccia utente che alla struttura del documento. A causa di queste modifiche, e visto il continuo aumentare delle richieste di risorse delle successive versioni realizzate da Corel, la versione originale DOS/GEM ha ancora un ristretto numero di utenti che la utilizzano.
L'applicazione fu riscritta per le piattaforme Win32 e fu distribuita  nel 1996 come Corel Ventura 7 (invece che 6), per allinearsi al numero di versione di Corel Draw.
Il Corel Ventura 8 è stato distribuito nel 1998. La successiva e (dato aggiornato al 16 gennaio 2011) ultima versione è il Corel Ventura 10 compatibile con Windows 2000 e XP. Può essere eseguito su Windows 7 in modalità compatibile Windows 2000. Come applicazione deputata allo sviluppo di documenti molto strutturati, il suo antagonista principale è l'Adobe FrameMaker.